# タイスケ
株式会社タイスケ（TAISUKE Co., Ltd.）は、日本の芸能事務所、音楽出版社。

## 概要
ウルフルズ、BONNIE PINKらが所属する音楽プロダクション。ウルフルズのマネージメントオフィスとして1991年に設立された。
所属アーティストのマネジメントのほか、各アーティストのファンクラブ運営や公式グッズ販売、アーティストを募集するオーディションなどを行っている。

## 所属アーティスト
- ウルフルズ
  - ウルフルケイスケ
  - トータス松本
  - ジョンB
  - サンコンJr.
- BONNIE PINK

### 過去に所属していたアーティスト
- アナム&マキ
- Awesome City Club
- カノエラナ
- Shiggy Jr.
- Superfly
- bonobos
- ROCK'A'TRENCH
- ビッケブランカ
- HAPPY